# Jiaxing
Jiaxing (en chino, 嘉兴市; pinyin, Jiāxìng shì) es una ciudad-prefectura al norte de la provincia de Zhejiang, República Popular de China. Limita al norte con la provincia de Jiangsu, al sur con Hangzhou, al oeste con Huzhou y al este con Shanghái. 
La ciudad se comunica por tren con Shanghái, en aproximadamente 40 minutos, en autobús, tras una hora y media de viaje. El Gran Canal Pekín-Hangzhou cruza la ciudad haciendo un ángulo de 90 grados.
Su área total es 4222 km² y su población en el censo de 2020 superó los 5,4 millones de habitantes.

## Administración
La ciudad prefectura de Jiaxing se divide en 7 localidades que se administran en 2 distritos urbanos, 3 ciudades suburbanas y 2 condados.
- Distrito Nanhu (南湖区)
- Distrito Xiuzhou (秀洲区)
- Ciudad Haining (海宁市)
- Ciudad Pinghu (平湖市)
- Ciudad Tongxiang (桐乡市)
- Condado Jiashan (嘉善县)
- Condado Haiyan (海盐县)

## Historia

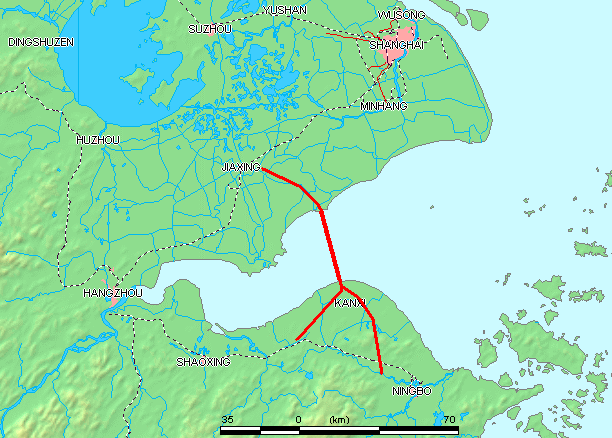
Mapa de la bahía de Hangzhou y el puente donde está en el extremo norte de este, Jiaxing

Desde hace más de 7000 años hay habitantes que viven de la pesca y la ganadería en esta región. Se hizo un gran progreso en la economía durante la dinastía Sui debido a la construcción del Nan Jiang He, una sección del Gran Canal de China.

## Clima
El terreno de la ciudad es plano y bajo, en general, baja desde el sur hacia el norte. Dentro de la ciudad las llanuras son atravesadas por una serie de ríos. Jiaxing es abundante de lluvias, en la primavera hay mucha humedad y el otoño es seco. Tiene una temperatura media anual de 16C.
| Parámetros climáticos promedio de Jiaxing   | Parámetros climáticos promedio de Jiaxing | Parámetros climáticos promedio de Jiaxing | Parámetros climáticos promedio de Jiaxing | Parámetros climáticos promedio de Jiaxing | Parámetros climáticos promedio de Jiaxing | Parámetros climáticos promedio de Jiaxing | Parámetros climáticos promedio de Jiaxing | Parámetros climáticos promedio de Jiaxing | Parámetros climáticos promedio de Jiaxing | Parámetros climáticos promedio de Jiaxing | Parámetros climáticos promedio de Jiaxing | Parámetros climáticos promedio de Jiaxing | Parámetros climáticos promedio de Jiaxing |
| Mes                                         | Ene.                                      | Feb.                                      | Mar.                                      | Abr.                                      | May.                                      | Jun.                                      | Jul.                                      | Ago.                                      | Sep.                                      | Oct.                                      | Nov.                                      | Dic.                                      | Anual                                     |
| ------------------------------------------- | ----------------------------------------- | ----------------------------------------- | ----------------------------------------- | ----------------------------------------- | ----------------------------------------- | ----------------------------------------- | ----------------------------------------- | ----------------------------------------- | ----------------------------------------- | ----------------------------------------- | ----------------------------------------- | ----------------------------------------- | ----------------------------------------- |
| Temp. máx. media (°C)                       | 8.0                                       | 9.9                                       | 14.0                                      | 20.0                                      | 25.3                                      | 28.1                                      | 32.5                                      | 31.7                                      | 27.6                                      | 22.8                                      | 17.1                                      | 10.9                                      | 20.7                                      |
| Temp. media (°C)                            | 4.1                                       | 5.9                                       | 9.6                                       | 15.2                                      | 20.6                                      | 24.3                                      | 28.4                                      | 27.9                                      | 23.8                                      | 18.4                                      | 12.4                                      | 6.4                                       | 16.4                                      |
| Temp. mín. media (°C)                       | 1.0                                       | 2.7                                       | 6.2                                       | 11.4                                      | 16.8                                      | 21.2                                      | 25.1                                      | 24.9                                      | 20.6                                      | 14.7                                      | 8.6                                       | 2.8                                       | 13                                        |
| Precipitación total (mm)                    | 67.9                                      | 69.3                                      | 113.2                                     | 99.4                                      | 100.5                                     | 179.1                                     | 149.7                                     | 146.4                                     | 109.8                                     | 58.1                                      | 56.5                                      | 43.4                                      | 1193.3                                    |
| Humedad relativa (%)                        | 79                                        | 79                                        | 79                                        | 78                                        | 78                                        | 83                                        | 82                                        | 84                                        | 84                                        | 81                                        | 80                                        | 77                                        | 80.3                                      |
| Fuente: China Meteorological Administration |                                           |                                           |                                           |                                           |                                           |                                           |                                           |                                           |                                           |                                           |                                           |                                           |                                           |